# Gears of War 4
Gears of War 4 é um jogo de tiro em terceira pessoa produzido pelo estúdio canadense The Coalition. O quinto título da série Gears of War, foi publicado pela Xbox Game Studios, foi lançando exclusivamente  para Microsoft Windows e Xbox One em 11 de Outubro de 2016.
Gears of War 4 decorre no planeta Sera, 25 anos depois dos acontecimentos de Gears of War 3 (2011), e segue o filho de Marcus Fenix, JD Fenix, e dos seus colegas Delmont "Del" Walker e Kait Diaz.

## Jogabilidade
Vários elementos dos jogos anteriores permaneceram neste jogo como procurar cobertura e fazer recarregamentos activos. Gears of War 4 introduz a Faca de Combate, que pode ser usada para o combate corpo-a-corpo e permite novas maneiras de executar inimigos. Existem igualmente novas armas como a Dropshot que dispara brocas explosivas, e a Buzzkill que dispara lâminas de serra que fazem richochete. Os jogadores podem fazer um empurrão de ombro, desequilibrando os inimigos, e estes por seu lado podem tirar os jogadores de cobertura e fazer as suas próprias execuções.
O jogo tem quatro categorias de tempo: desde vento forte, subindo de intensidade até tempestades de categoria três, que afectam o combate e as características das armas.
Gears of War 4 oferece um modo cooperativo para dois jogadores, tanto local como online, diferente do suporte de quatro jogadores existente em Gears of War 3. O primeiro jogador controla sempre JD Fenix, enquanto que o segundo pode escolher entre Kait e Del, influenciando o decurso da história com a sua escolha. O jogo também inclui microtransações opcionais.

## Cenário
Gears of War 4 decorre no planeta Sera, 25 anos depois dos acontecimentos de Gears of War 3 (2011), dentro de um período de 24h. Depois da arma Imulsion Countermeasure ter matado todos os Locusts, Lambent e Imulsion, também "reviveu" combustível fóssil, forçando a humanidade a adaptar-se a um novo modo de vida. Para além disso também provocou os chamados Windflares; gigantescas e poderosas tempestades de vento que varrem todo o planeta. Existem poucas pessoas a viver em Sera, e para prevenir o declínio da população, as forças COG reuniram toda a gente e colocaram-nas dentro de estruturas fortificadas. Nem toda a gente está contente, e um grupo de rebeldes, os Outsiders, vai-se formando aos poucos fora da jurisdição da COG, atacando os territórios controlados para obter recursos. Gears of War 4 segue o filho de Marcus Fenix, James Dominic "JD" Fenix (Liam McIntyre), e dos seus colegas Delmont "Del" Walker (Eugene Byrd) e Kait Diaz (Laura Bailey), lidando com uma nova ameaça para com a sobrevivência da humanidade.

## Produção
"Uma das coisas boas sobre o investimento da Microsoft, a não ser que este [Gears of War 4] se comporte de um modo horrível [nas vendas], é que sabemos que provavelmente iremos fazer outro."

-Rod Fergusson, director de Gears of War 4, quando questionado sobre o futuro da série.
Durante a E3 de 2013, Phil Spencer da Microsoft, anunciou uma nova franquia de seu novo estúdio interno, a Black Tusk Studios, que era uma nova aposta da empresa, além disso também disse que era possível haver mais um Gears of War. Em Janeiro de 2014, a Microsoft anunciou que tinha comprado os direitos da série da Epic Games, e que um novo jogo seria produzido pela The Coalition para Xbox One e PC .Rod Fergusson, da Epic Games juntou-se à Microsoft para desempenhar um papel de liderança no estúdio The Coalition e no desenvolvimento da série. A 1 de Abril de 2015, Jack Felling da The Coalition confirmou que Gears of War 4 não seria publicado para Xbox 360.
Em Junho de 2015, Ray Davis da Epic Games, admitiu que está "absolutamente confiante de que ele [Rod Fergusson] vai fazer um grande trabalho com a franquia da Microsoft." A Microsoft mostrou pela primeira vez Gears 4 durante a Electronic Entertainment Expo 2015; depois da E3, Rod Fergusson referiu que a intenção da Coalition é fazer com que o jogo faça lembrar o ambiente do primeiro jogo, "Vamos voltar a algo muito pessoal, intimo, negro e misterioso, ter medo do boogeyman."
Durante os primeiros meses de 2016, Gears of War 4 foi protagonista da revista Game Informer, e a edição de Abril lançou vários detalhes sobre o jogo, incluindo: a acção decorre em Sera, 25 anos depois de Gears of War 3; JD Fenix, o protagonista, é filho de Marcus Fenix; o principal inimigo chama-se "The Swarm"; existe um modo cooperativo para duas pessoas (online e local); o ambiente do jogo foi inspirado no norte de Itália. Depois da informação ter vindo a público, The Coalition revelou que o jogo corre a 1080p com 30FPS no modo história, enquanto que o multijogador corre a 60FPS. A empresa britânica Splash Damage é a responsável pelo multijogador de Gears of War 4, depois de já ter trabalhado em Gears of War: Ultimate Edition.
A 6 de abril de 2016 The Coalition revelou a capa oficial do jogo e a sua data de lançamento. De acordo com a Microsoft, a revelação foi apenas a primeira de muitas e serve para iniciar “uma cadeia de revelações futuras sobre o que espera JD Fenix e a próxima geração de heróis Gears of War.” Na mesma altura foi dito também que a Epic Games trabalhou em Gears of war 4 durante seis meses antes de abandonar o projecto, e que parte desse trabalho revelou-se importante e foi usado pela Coalition para criar o jogo final.

## Lançamento
Gears of War 4 foi lançado a 11 de Outubro de 2016 pela Xbox Game Studios em exclusivo para Xbox One. Os jogadores que compraram Gears of War: Ultimate Edition para Xbox One ou PC e os membros Xbox Live Gold tiveram acesso à fase beta a parir de 18 e 25 de abril de 2016, respectivamente.

### Marketing
Como forma de promoção ao jogo, a Microsoft estreou um vídeo durante a estreia da segunda temporada de Fear the Walking Dead. Com uma versão da canção "The Sound of Silence" de Simon and Garfunkel cantada pela banda Norte-Americana Disturbed, o vídeo foca-se no passado e presente de JD, o filho de Marcus Fenix, o protagonista dos primeiros três jogos da série.

## Recepção

### Crítica
Teve em sua maioria recepção positiva da crítica especializada. No Metacritic para a plataforma de Xbox One tem 84/100 indicando "revisões geralmente favoráveis" e nota mista do público. Para o PC tem 86/100 indicando revisões geralmente favoráveis e também nota mista do público
O Acervo Crítico diz que é "um retorno satisfatório, se não excessivamente familiar, a algumas das melhores batidas da série" mais criticou a campanha dizendo que é "uma repetição sem igual" A GameSpot e a Slant Magazine tiveram essa mesma opinião. A IGN deu 9,2 e diz que o jogo "é uma experiência da qual você se afastará com um grande sorriso no rosto"
A Voxel avaliou positivamente o game com 85/100 e o consenso é que "Gears of War 4 é uma boa estreia para a série na geração atual, mas a The Coalition precisa sair urgentemente de sua zona de conforto" elogiou os gráficos mais criticou os personagens mal desenvolvidos A IGN Brasil deu 9,5/10 e diz que é "Um dos melhores jogos da franquia, com belos gráficos, multiplayer e modo Horda", mais criticou os personagens.

### Vendas
O jogo não foi muito bem em vendas vendeu muito abaixo do esperado.[carece de fontes?]

## Reconhecimento
Apesar de não ser bem recebido pelo público foi bem recebido pela crítica tanto que na lista dos 100 melhores jogos de 2016 pelo Metacritic ficou em vigésimo quarto lugar

A IGN Brasil diz que Gears of War 4 foi o melhor jogo pra Xbox One naquele ano